# Чапленко Аліна Юріївна
Алі́на Ю́ріївна Чапле́нко (* 1993) — українська стрибунка у воду. Майстер спорту України міжнародного класу.

## З життєпису
Народилась 1993 року в місті Запоріжжя. Стипендіатка національного олімпійського комітету Запорізької області.
- Чемпіонат Європи з водних видів спорту 2008 — срібна нагорода; синхронна вишка, 10 м — вона та Прокопчук Юлія
- Чемпіонат Європи з водних видів спорту 2010 — срібна нагорода; синхронна вишка, 10 м — вона та Прокопчук Юлія[1]
- Чемпіонат Європи зі стрибків у воду 2011 — бронзова нагорода; синхронна вишка, 10 м — вона та Прокопчук Юлія
- 2011 здобула бронзову медаль на міжнародному турнірі Гран-Прі у Мадриді — у виді «синхронні стрибки з 10-метрової вишки».[2]
- 2014 року на відкритому Кубку України зі стрибків у воду здобула бронзову нагороду[3]

Тренер зі стрибків у воду; працює у Запоріжжі.